# Локомотив (Дворічна)
Футбольний клуб «Локомотив» — український футбольний клуб з селища міського типу Дворічна Харківської області.
Всього команда зіграла 5 матчів у сезоні 2006-07: 4 в чемпіонаті та 1 в кубку, після чого спонсор перестав надавати кошти і клуб було розформовано. ПФЛ результати матчів анулювала. Президентом клубу був Олег Гладкіх — син уродженця Дворіченщини Василя Гладкіх, голови «Укрзалізниці» у 2005—2006 роках.

## Всі матчі
| Сезон   | Чемпіонат     | Чемпіонат | Чемпіонат | Чемпіонат | Чемпіонат | Чемпіонат | Чемпіонат | Чемпіонат | Кубок       | Кубок | Кубок | Кубок | Кубок | Кубок | Кубок | Примітка                                                                           |
| Сезон   | Ліга          | Місце     | І         | В         | Н         | П         | М         | О         | Етап        | І     | В     | Н     | П     | М     | О     | Примітка                                                                           |
| ------- | ------------- | --------- | --------- | --------- | --------- | --------- | --------- | --------- | ----------- | ----- | ----- | ----- | ----- | ----- | ----- | ---------------------------------------------------------------------------------- |
| 2006/07 | Друга Група Б | 16 з 16   | 4         | 1         | 0         | 3         | 3−6       | 3         | 1/32 фіналу | 1     | 0     | 0     | 1     | 0−2   | 0     | Знявся із змагань після 4-го туру. Всі результати матчів з участю клубу анульовано |
| Всього  | Друга         | —         | 0         | 0         | 0         | 0         | 0−0       | 0         | >1 сезон    | 1     | 0     | 0     | 1     | 0−2   | 0     |                                                                                    |

## Відомі футболісти
- Олег Кирилов
- Руслан Табачун
- Євген Римшин